# Квартет імені Бартока
Квартет імені Бартока (угор. Bartók Vonósnégyes, англ. Bartók Quartet) — угорський струнний квартет, заснований в 1957 році. Спочатку називався квартетом Комлоша за іменем першої скрипки Петера Комлоша. Ім'я угорського композитора Бели Бартока квартет отримав у 1962 році.
У первісному складі квартету разом з Комлошем грали друга скрипка Шандор Девич, альт Геза Непозначок і віолончеліст Ласло Мезо. Комлош і Непозначок залишаються незмінними членами колективу. Мезо в 1960 році замінив Карой Ботвай, однак потім Мезо повернувся до складу. Другу скрипку у квартеті в цей час грає Геза Харгитаї.
Квартет імені Бартока переміг на декількох міжнародних ансамблевих конкурсах — зокрема, на конкурсі імені Гайдна в Будапешті (1959), конкурсі імені Шумана в Берліні (1959) і Міжнародному конкурсі струнних квартетів у Льєжу (1963). В 1970 і потім знову в 1997 роках квартет був визнаний гідним угорської премії імені Кошута, ставши першим колективом, що одержав неї двічі.
У репертуарі квартету імені Бартока — квартети Гайдна, Моцарта, Бетховена, Брамса, однак найзнаменитіший квартет виконанням музики Бартока: тільки його п'ятий квартет був виконаний квартетом більше 700 разів.